# گوی آذرخش
گوی آذرخش یا آذرخش گلوله‌ای (به انگلیسی: Ball lightning)، پدیده‌ای است که اغلب در هنگام توفان‌های تندری به‌صورت توده‌ای از هوای با تابش شدید به شکل کره به‌مدت چند لحظه دیده می‌شود. دانشمندان در حال ساختن مدلی آزمایشگاهی برای توصیف این پدیده هستند.